# Cseber
Der Cseber, auch Tseber, war der ungarische Eimer in Temeswar und Debrecen (Oberungarn) und galt bis etwa 1854.
Das Maß war nur als Weinmaß gültig und man unterschied zwischen dem großen und kleinen Cseber.
- 1 Cseber (groß)/Nagy Cseber =  2 Cseber (klein)/KisCseber = 10 Kanta[1] = 100 Jeze/Halbe/Icze = 4201 ⅞ Pariser Kubikzoll =  83,3575 Liter[2] auch 4287,32 Pariser Kubikzoll = 85,044856 Liter[3]